# Erysichthon

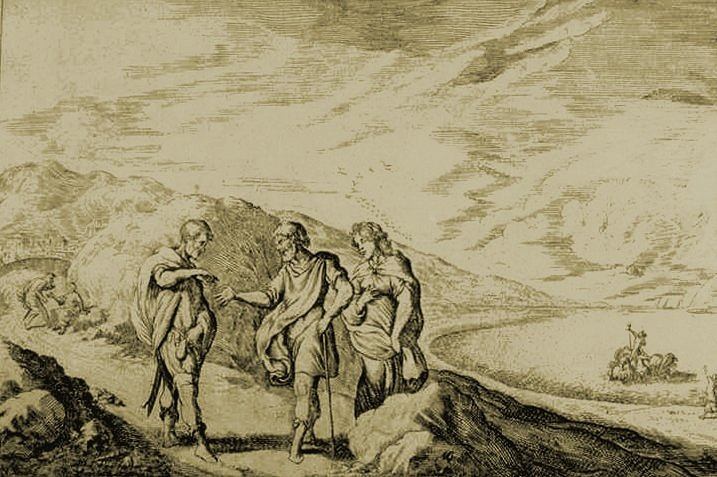
Erysichthon verkoopt zijn dochter Mestra, gravure door Johann Wilhelm Baur

Erysichthon is in de Griekse mythologie de zoon van Triopas, koning van Thessalië. Voor de bouw van een eetzaal velde hij een eik in het heilige woud van Demeter. De godin strafte hem met een onverzadigbare honger. Daar weldra al zijn bezittingen op waren, verkocht hij ten slotte zijn dochter Mestra, die echter van Poseidon de gave verkregen had zich in verschillende dierengedaanten te veranderen, zodat zij steeds weer naar haar vader kon terugkeren en dan wederom verkocht kon worden.